# Elyanna
Elyanna (arab. ‏اليانا‎), właściwie Elian Amer Marjiya (arab. ‏إليان عامر مرجية‎, ur. 21 stycznia 2002 w Nazarecie) – palestyńsko-chilijska piosenkarka, autorka tekstów i kompozytorka. Śpiewa w języku arabskim. Współpracuje z egipską wytwórnią Okhtein.

## Życiorys

### Rodzina, dzieciństwo i edukacja
Urodziła się 21 stycznia 2002 w Nazarecie. Dziadek Elyanny był poetą i piosenkarzem na Bliskim Wschodzie, a matka pisarką. Ma starszego brata Ferasa, który jest pianistą, oraz siostrę, która zajmuje się projektowaniem mody. Wcześnie zaczęła śpiewać. W wieku 15 lat wyprowadziła się wraz z rodziną z Izraela do Los Angeles w Kalifornii, aby mogła rozwijać się muzycznie. W Stanach Zjednoczonych ukończyła ostatnią klasę liceum i zaczęła uczęszczać na studia wyższe.

### Kariera muzyczna
2019
Początkowo umieszczała covery na platformie SoundCloud. W 2019 wydała swój pierwszy singel pt. „Ta Ta”. Stał się popularny na terenie Egiptu. Następnie wydała single „Ahwak” (będący coverem utworu Abdela Halima Hafeza) i „Enta Eih”. Czwarte wydawnictwo Elyanny: „Oululee Leh” (pol. Powiedz mi dlaczego) stało się przebojem w serwisach streamingowych.
2020
Za sprawą kanadyjskiego piosenkarza Nasri, od 2020 menedżerem wokalistki jest Wassim Slaiby (współpracujący m.in. z The Weekndem, Issamem Alnajjarem czy Doją Cat).
Na początku tego samego roku wydała debiutancki minialbum Elyanna, na którym znalazł się singiel promocyjny „Ana Lahale” stworzony we współpracy z Massarim. Pierwszą wersję tego utworu nagrała już w wieku 15 lat. Utwór został singlem numer jeden w Libanie w liście airplay The Official Lebanese Top 20 oraz liście radia Fame FM, a także dostał się na 5. pozycję notowania stacji telewizyjnej Aghani Aghani. Ponadto stał się przebojem na listach streamingowych Egiptu i Austrii.
13 maja 2020 roku została nazwana „arabską Rihanną” przez Caterinę Minthe z magazynu „Vogue Arabia”. Również w 2020 zaśpiewała dla Vogue Arabia w ramach akcji StayHome.
2021
W 2021 roku fotografia artystki została umieszczona na okładce międzynarodowego magazynu „GQ”. We wrześniu wydała singel „Hada Ghareeb” we współpracy z Issamem Alnajjarem (znanym w Polsce z utworu „Hadal Ahbek”).

### Życie prywatne
Mieszka w Los Angeles (Kalifornia, Stany Zjednoczone).

## Dyskografia

### Minialbumy
| Rok  | Dane dot. albumu                                                                                                |
| ---- | --- |
| 2020 | Elyanna - Wydany: 7 lutego 2020 - Wytwórnia: El Mar Music, Empire Records - Format: Digital download, streaming |

### Single
Jako główna artystka
| Rok                                                       | Tytuł                                      | Najwyższe pozycje na listach | Najwyższe pozycje na listach | Najwyższe pozycje na listach | Najwyższe pozycje na listach | Najwyższe pozycje na listach | Najwyższe pozycje na listach | Najwyższe pozycje na listach | Najwyższe pozycje na listach | Najwyższe pozycje na listach | Najwyższe pozycje na listach | Najwyższe pozycje na listach | Najwyższe pozycje na listach | Najwyższe pozycje na listach | Najwyższe pozycje na listach | Najwyższe pozycje na listach | Najwyższe pozycje na listach | Najwyższe pozycje na listach | Najwyższe pozycje na listach | Najwyższe pozycje na listach | Najwyższe pozycje na listach | Najwyższe pozycje na listach | Najwyższe pozycje na listach | Najwyższe pozycje na listach | Najwyższe pozycje na listach | Najwyższe pozycje na listach | Najwyższe pozycje na listach | Najwyższe pozycje na listach | Album   |
| Rok                                                       | Tytuł                                      | LBN                          | Apple Music                  | Apple Music                  | Apple Music                  | Apple Music                  | Apple Music                  | Apple Music                  | Apple Music                  | Apple Music                  | iTunes                       | iTunes                       | iTunes                       | iTunes                       | iTunes                       | iTunes                       | iTunes                       | iTunes                       | iTunes                       | iTunes                       | iTunes                       | iTunes                       | iTunes                       | iTunes                       | iTunes                       | iTunes                       | iTunes                       | iTunes                       | Album   |
| Rok                                                       | Tytuł                                      | LBN                          | GNB                          | YEM                          | JOR                          | LBY                          | SLE                          | TUN                          | TJK                          | TKM                          | AZE                          | BAH                          | CZE                          | DNK                          | EGY                          | IND                          | IDN                          | JOR                          | LBN                          | LBY                          | MOZ                          | NOR                          | OMN                          | POL                          | POR                          | SWE                          | UZB                          | ZEA                          | Album   |
| --------------------------------------------------------- | ------------------------------------------ | ---------------------------- | ---------------------------- | ---------------------------- | ---------------------------- | ---------------------------- | ---------------------------- | ---------------------------- | ---------------------------- | ---------------------------- | ---------------------------- | ---------------------------- | ---------------------------- | ---------------------------- | ---------------------------- | ---------------------------- | ---------------------------- | ---------------------------- | ---------------------------- | ---------------------------- | ---------------------------- | ---------------------------- | ---------------------------- | ---------------------------- | ---------------------------- | ---------------------------- | ---------------------------- | ---------------------------- | ------- |
| 2019                                                      | „Ta Ta”                                    | –                            | –                            | –                            | –                            | –                            | –                            | –                            | –                            | 1                            | –                            | –                            | –                            | 174                          | –                            | –                            | –                            | –                            | –                            | –                            | –                            | –                            | 5                            | –                            | –                            | –                            | –                            | –                            | –       |
| 2019                                                      | „Ahwak”                                    | –                            | –                            | –                            | –                            | –                            | 109                          | –                            | 117                          | 2                            | –                            | –                            | 16                           | –                            | 8                            | –                            | 196                          | –                            | 3                            | 3                            | –                            | –                            | –                            | 101                          | –                            | –                            | –                            | –                            | Elyanna |
| 2019                                                      | „Enta Eih”                                 | –                            | –                            | –                            | –                            | –                            | –                            | –                            | 29                           | 5                            | 7                            | –                            | 27                           | 90                           | –                            | –                            | –                            | –                            | –                            | –                            | 6                            | –                            | –                            | 91                           | 76                           | 131                          | 4                            | 77                           | –       |
| 2019                                                      | „Oululee Leh”                              | –                            | –                            | –                            | –                            | –                            | 56                           | –                            | –                            | 3                            | –                            | –                            | –                            | –                            | –                            | –                            | –                            | –                            | 7                            | 7                            | –                            | 134                          | –                            | –                            | –                            | –                            | –                            | –                            | Elyanna |
| 2020                                                      | „Shee”                                     | –                            | –                            | –                            | –                            | 34                           | 74                           | 142                          | –                            | –                            | –                            | 3                            | –                            | –                            | –                            | –                            | –                            | 2                            | 5                            | 5                            | –                            | –                            | –                            | –                            | 69                           | –                            | –                            | 47                           | Elyanna |
| 2021                                                      | „Hada Ghareeb” (gościnnie: Issam Alnajjar) | 1                            | 18                           | 1                            | 15                           | –                            | –                            | 157                          | –                            | –                            | –                            | –                            | –                            | –                            | –                            | 48                           | 83                           | –                            | –                            | –                            | –                            | –                            | –                            | –                            | –                            | 63                           | –                            | 22                           | –       |
| „–” oznacza, że singiel nie był notowany na danej liście. |                                            |                              |                              |                              |                              |                              |                              |                              |                              |                              |                              |                              |                              |                              |                              |                              |                              |                              |                              |                              |                              |                              |                              |                              |                              |                              |                              |                              |         |

Single promocyjne
| Rok  | Tytuł                             | Najwyższe pozycje na listach | Najwyższe pozycje na listach | Najwyższe pozycje na listach | Najwyższe pozycje na listach | Najwyższe pozycje na listach | Najwyższe pozycje na listach | Najwyższe pozycje na listach | Najwyższe pozycje na listach | Najwyższe pozycje na listach | Najwyższe pozycje na listach | Najwyższe pozycje na listach | Najwyższe pozycje na listach | Najwyższe pozycje na listach | Najwyższe pozycje na listach | Najwyższe pozycje na listach | Najwyższe pozycje na listach | Najwyższe pozycje na listach | Album |
| Rok  | Tytuł                             | LBN                          | Apple Music                  | Apple Music                  | Apple Music                  | Apple Music                  | Apple Music                  | Apple Music                  | Apple Music                  | Apple Music                  | Apple Music                  | iTunes                       | iTunes                       | iTunes                       | iTunes                       | iTunes                       | iTunes                       | iTunes                       | Album |
| Rok  | Tytuł                             | LBN                          | BAH                          | JOR                          | LBN                          | MDV                          | OMN                          | SLE                          | SUR                          | TJK                          | TKM                          | DEN                          | EGY                          | QAT                          | LBN                          | MOZ                          | POR                          | ZEA                          | Album |
| ---- | --------------------------------- | ---------------------------- | ---------------------------- | ---------------------------- | ---------------------------- | ---------------------------- | ---------------------------- | ---------------------------- | ---------------------------- | ---------------------------- | ---------------------------- | ---------------------------- | ---------------------------- | ---------------------------- | ---------------------------- | ---------------------------- | ---------------------------- | ---------------------------- | ----- |
| 2020 | „Ana Lahale” (gościnnie: Massari) | 1                            | 183                          | 32                           | 82                           | 150                          | 188                          | 72                           | 20                           | 97                           | 174                          | 171                          | 96                           | 7                            | 6                            | 5                            | 70                           | 13                           | –     |

### Inne notowane utwory
| Rok                                                     | Tytuł         | Najwyższe pozycje na listach | Najwyższe pozycje na listach | Najwyższe pozycje na listach | Najwyższe pozycje na listach | Najwyższe pozycje na listach | Najwyższe pozycje na listach | Najwyższe pozycje na listach | Najwyższe pozycje na listach | Najwyższe pozycje na listach | Najwyższe pozycje na listach | Najwyższe pozycje na listach | Najwyższe pozycje na listach | Album   |
| Rok                                                     | Tytuł         | Apple Music                  | Apple Music                  | iTunes                       | iTunes                       | iTunes                       | iTunes                       | iTunes                       | iTunes                       | iTunes                       | iTunes                       | iTunes                       | iTunes                       | Album   |
| Rok                                                     | Tytuł         | SLE                          | TKM                          | CHL                          | ARG                          | DNK                          | IDN                          | QAT                          | LBN                          | LBY                          | MYS                          | POL                          | ZEA                          | Album   |
| ------------------------------------------------------- | ------------- | ---------------------------- | ---------------------------- | ---------------------------- | ---------------------------- | ---------------------------- | ---------------------------- | ---------------------------- | ---------------------------- | ---------------------------- | ---------------------------- | ---------------------------- | ---------------------------- | ------- |
| 2020                                                    | „Ya Waylak”   | 101                          | 19                           | 70                           | 17                           | 122                          | 185                          | 4                            | 2                            | 4                            | 169                          | 74                           | 51                           | Elyanna |
| 2020                                                    | „Majnony Ana” | 90                           | –                            | –                            | –                            | –                            | –                            | –                            | 4                            | –                            | –                            | –                            | –                            | Elyanna |
| „–” oznacza, że utwór nie był notowany na danej liście. |               |                              |                              |                              |                              |                              |                              |                              |                              |                              |                              |                              |                              |         |

### Teledyski
| Tytuł                | Rok                  | Reżyseria                    | Produkcja                            | Źr.                  |
| Jako główna artystka | Jako główna artystka | Jako główna artystka         | Jako główna artystka                 | Jako główna artystka |
| -------------------- | -------------------- | ---------------------------- | ------------------------------------ | -------------------- |
| „Yalla Ya”           | 2019                 | nieznany                     | nieznany                             | [ 34 ]               |
| „Akwah”              | 2019                 | Feras Marjiya                | nieznany                             | [ 35 ]               |
| „Oululee Leh”        | 2019                 | Feras Marjieh                | Elyanna, Feras Marjieh, Eddy Mokable | [ 36 ]               |
| „Shee”               | 2020                 | Russell Majik                | Daniel Malek                         | [ 37 ]               |
| „Majnony Ana”        | 2020                 | Feras Marjiya, Carina Ashkar | Elyanna, Feras Majiya, Carina Ashkar | [ 38 ]               |
| „Ana Lahale”         | 2020                 | Ava Rikki                    | G Vazquez, Gregory Beef Jones        | [ 39 ]               |
| „Hada Ghareeb”       | 2021                 | nieznany                     | nieznany                             | [ 40 ]               |